# Gregory Benford
Gregory Benford (n. 30 ianuarie 1941, Mobile, Alabama) este un scriitor american de science fiction, astrofizician și editor al revistei Reason.
Ca autor de science fiction , este cel mai cunoscut pentru romanele din Saga Centrul Galactic (Galactic Center Saga), începând cu In the Ocean of Night (1977).
Această serie postulează o galaxie în care viața organică este în război permanent cu viața mecanică.

## Biografie
Benford și-a luat diploma în fizică în 1963 la University of Oklahoma din Norman, Oklahoma. A urmat o diplomă în științe primită de la University of California, San Diego în 1965 și un doctorat în 1967. În același an s-a căsătorit cu Joan Abbe. Benford și-a creionat după ea personajele din unele romane ale sale, cel mai evident fiind în eroina din romanul Artifact. Ea a murit în 2002.
Benford are un frate geamăn identic, Jim Benford, cu care a colaborat la scrierea unor povestiri SF. Amândoi au început în fandomul science fiction, cu Gregory co-editor la fanzinul Void. Benford este ateu.

## Cariera scriitoricească
Prima povestire vândută de Gregory Benford a fost "Stand-In", pentru revista Magazine of Fantasy and Science Fiction (iunie 1965). În 1969 a început să scrie un editorial regulat de știință pentru Amazing Stories.
Benford se orientează mai mult spre hard science fiction, încorporând cercetările pe care le efectuează ca om de știință. El a colaborat cu o serie de autori ca William Rotsler, David Brin și Gordon Eklund. Romanul său despre călătoria în timp Timperfect (1980) (o carte de procedură științifică al cărei nume provine de o serie SF publicată de Pocket Books) a fost recompensat atât cu premiul Nebula, cât și cu premiul memorial John W. Campbell. Către sfârșitul anilor '90 a scris Teama Fundației, una dintre continuările autoritate ale seriei Fundației a lui Isaac Asimov. Printre romanele publicate se numără și câteva thrillere a căror acțiune se petrece în viitorul apropiat: Cosm (1998), The Martian Race (1999) și Eater (2000).
Benford a fost editorul a numeroase antologii de istorie alternativă, precum și a unor culegeri de texte aparținând câștigătorilor premiului Hugo. El a fost nominalizat de patru ori la acest premiu (pentru două povestiri și două nuvele) și de 12 ori la premiul Nebula (la toate categoriile). În afara premiului Nebula primit pentru Timperfect, el a mai câștigat unul pentru nuveleta "If the Stars Are Gods" (scrisă împreună cu Eklund).
Benford a fost oaspete de onoare la Aussiecon Three, Worldcon-ul din 1999 și rămâne un colaborator regulat al fanzinelor SF, unul dintre acestea fiind Apparatchik.

## Contribuții aduse științei și științei speculative
Pe lângă formularea legii controversei, Benford pretinde că a creat și a scris despre primul virus informatic către sfârșitul anilor '60.
În 2004, Benford a venit cu ideea de a combate încălzirea globală prin construirea unor lentile Fresnel rotative de 1.000 de km în diametru, care să zboare în spațiu în punctul Lagrange L1. După spusele lui, aceste lentile ar reduce energia solară care atinge Pământul cu aproximativ 0,5-1%, costul proiectului fiind estimat la cca. 10 miliarde de dolari. Proiectul său a stârnit dezbateri pe numeroase forumuri. Un plan similar a fost propus în 1989 de J. T. Early, și în 1997 de Edward Teller, Lowell Wood și Roderick Hyde. În 2006, Benford a sesizat o posibilă problemă în abordarea sa: dacă lentilele sunt construite și încălzirea globală este evitată, nu s-ar mai lucra în direcția reducerii efectului de seră, oamenii continuând să producă prea mult dioxid de carbon, până când acesta ar ajunge să dea naștere unei alte catastrofe de mediu, cum ar fi modificarea chimică a apei oceanului, cu efecte devastatoare asupra vieții acvatice.
Benford face parte din consiliul director al Societății Marte.

## Legea controversei
Legea controversei a fost emisă de Benford în romanul din 1980 Timperfect, și susține că:
Pasiunea este invers proporțională cu cantitatea de informație reală disponibilă.
Acest enunț a fost citat într-un articol dintr-o revistă care trata problema drogurilor.

### Saga Centrul Galactic
- In the Ocean of Night (1976) - nominalizat la premiul Nebula, 1977[14] și premiul Locus, 1978[15]
- Across the Sea of Suns (1984)
- Great Sky River (1987) - nominalizat la premiul Nebula, 1988[16]
- Tides of Light (1989) - nominalizat la premiul Locus, 1990[17]
- Furious Gulf (1994)
- Sailing Bright Eternity (1995)

### Jupiter Projects
- Jupiter Project (1975)
- Against Infinity (1983) - nominalizat la premiul Nebula, 1983[18]

### Contribuții la alte serii
Războaiele Om-Kzin (cu Larry Niven)
- Man-Kzin Wars VI (1994)
- A Darker Geometry: A Man-Kzin Novel (1996)

A doua trilogie a Fundației
- Foundation's Fear (1997)

ro. Teama Fundației - editura Teora, 2002

### Romane de sine stătătoare
- Deeper Than the Darkness (cunoscută și ca The Stars in Shroud) (1970)
- Timescape (1980) - câștigător al premiilor Nebula, 1980[19], British SF, 1980;[19] și Campbell, 1981;[20] și nominalizat la premiul Locus, 1981[20]

ro. Natură moartă cu timp - editura Nemira, 1994
ro. Timperfect - editura Nemira, 2006
- Time's Rub (1984)
- Artifact (1985)

ro. Artifact - editura Pygmalion, 2002
- Under the Wheel (1987)
- Iceborn (1989)
- Cosm (1998)
- The Martian Race (1999)
- Eater (2000) - nominalizat la premiul Locus, 2001[21]
- Beyond Infinity (2004)
- Human Being (2003)
- The Sunborn (2005)

### Colaborări
- If the Stars Are Gods (1977) - cu Gordon Eklund
- Shiva Descending (1980) - cu William Rotsler
- Find the Changeling (1980) - cu Gordon Eklund
- Heart of the Comet (1986) - cu David Brin, nominalizat la premiul Locus, 1987[22]

ro. Inima cometei - editura Aldo Press, 1994
- Beyond the Fall of Night (1990) - cu Arthur C. Clarke

### Antologii editate
- Nuclear War (1988) - cu Martin H Greenberg
- Far Futures (1995)
- The New Hugo Winners Volume IV (1997) - cu Martin H. Greenberg
- Nebula Awards Showcase 2000 (2000)
- Microcosms (2004)

Istorii alternative
- Hitler Victorious: Eleven Stories of the German Victory in World War II (1986) - cu Martin H. Greenberg
- Alternate Empires (1989) - cu Martin H. Greenberg
- Alternate Heroes (1989)
- Alternate Wars (1991)
- Alternate Americas (1992) - cu Martin H. Greenberg

Non-ficțiune
- Habitats in Space (1998)
- Deep Time: How Humanity Communicates Across Millennia (1999)
- Skylife: Visions of Our Homes in Space (2000) - cu George Zebrowsk
- Skylife: Space Habitats in Story and Science (2000) - cu George Zebrowski
- Beyond Human: The New World of Cyborgs and Androids (2001)
- The Wonderful Future That Never Was (2010) - cu editorii Popular Mechanics

### Culegeri de povestiri
- In Alien Flesh (1986)
- Matter's End (1990)
- Amazing Stories No 7 (1992) - cu J. R. Dunn, James Alan Gardner și Kim Mohan
- Worlds Vast and various' (1999)
- Immersion and other Short Novels (2002)
- Merlin (2004)